# Travesa Gant
Travesa Evette Gant (Orange, 10 ottobre 1971) è un'ex cestista statunitense.

## Carriera
È stata selezionata dalle Los Angeles Sparks al quarto giro del Draft WNBA 1997 (30ª scelta assoluta).
Ha giocato nella WNBA con Los Angeles e in vari club europei e coreani.